# Cabanne
Cabanne is een plaats (frazione) in de Italiaanse gemeente Rezzoaglio, provincie Genua.

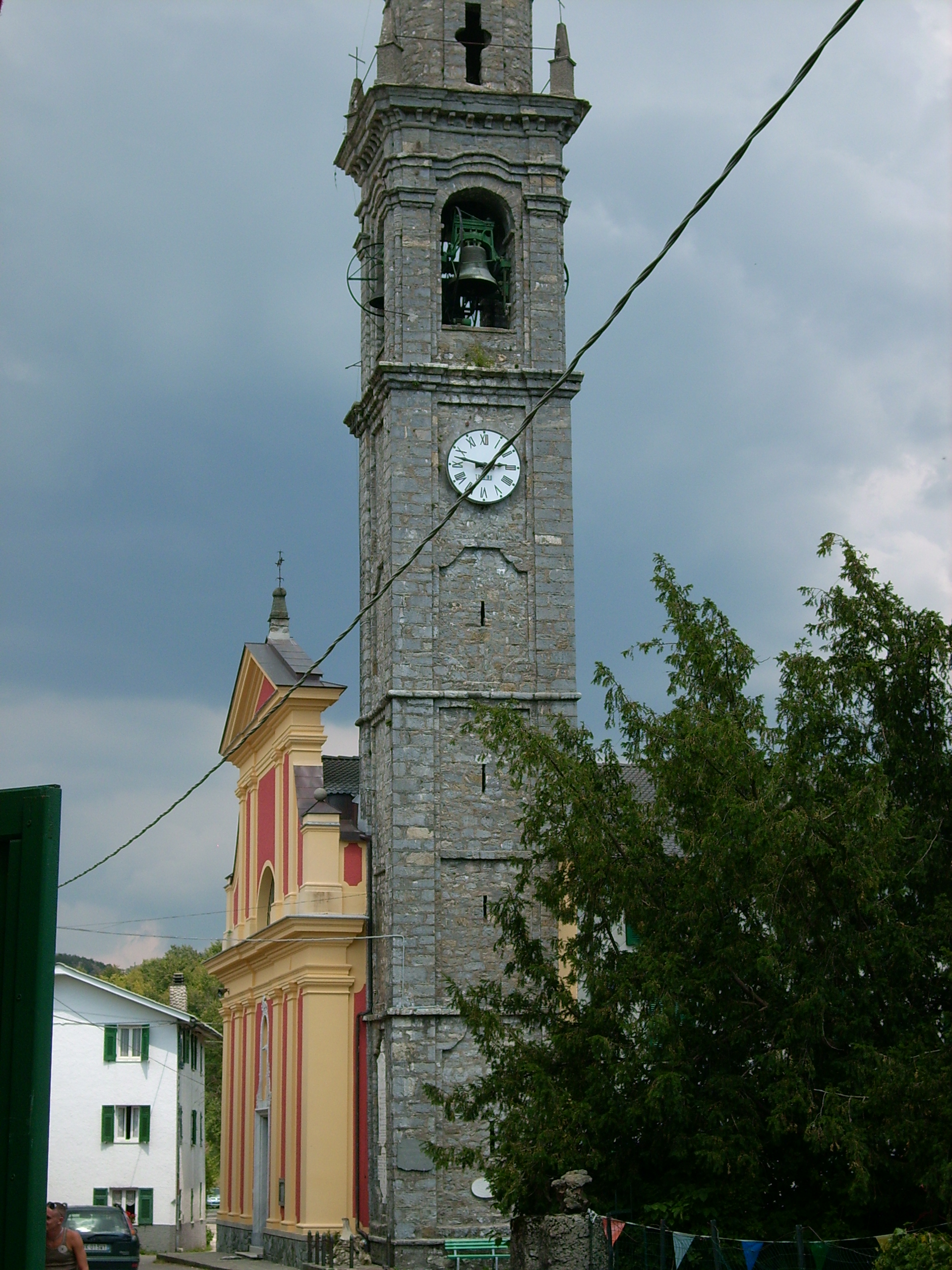
Cabanne